# Anebo taky datel
Anebo taky datel je druhá řadová deska kapely Aleš Brichta Project. Aleš Brichta se snaží vymanit z komerčně úspěšnějších sólových alb a navázat na své působení v kapele Arakain nebo projektu Grizzly. Deska je podstatně tvrdší než předchozí album Údolí sviní. Album vyšlo 11. června 2015.

## Skladby
1. Kopytem sem, kopytem tam
2. Ve jménu krále
3. Na co se ptáš
4. Mohyly v písku
5. Bitva s osudem
6. Páteční půlnoc
7. Hlad
8. CYBER
9. Slunečníky do deště
10. Kousek nebe
11. Anebo taky datel